# Diocesi di Diano
La diocesi di Diano (in latino Dioecesis Dianensis) è una sede soppressa e sede titolare della Chiesa cattolica.

## Storia
Diano fa riferimento all'antica città romana di Dianium, che corrisponde all'attuale Dénia nella regione di Valencia. Fu sede di un'antica diocesi della Spagna, suffraganea dell'arcidiocesi di Toledo. Gli unici vescovi conosciuti risalgono al VII secolo: figurano tra i partecipanti a diversi concili di Toledo.
Dal 1969 Diano è annoverata tra le sedi vescovili titolari della Chiesa cattolica; la sede è vacante dal 2 maggio 2025.

## Cronotassi

### Vescovi
- Antonio † (menzionato nel 636)
- Maurelo † (menzionato nel 653)
- Felice † (prima del 675 - dopo il 683)
- Marciano † (prima del 684 - dopo il 693)

### Vescovi titolari
- Ramón Echarren Istúriz † (17 novembre 1969 - 27 novembre 1978 nominato vescovo delle Isole Canarie)
- Michael Pearse Lacey † (3 maggio 1979 - 2 aprile 2014 deceduto)
- Esteban Escudero Torres † (7 maggio 2015 - 2 maggio 2025 deceduto)